# 沮鵠
沮鵠（？—？），中国东汉末年人，沮授之子，袁绍的属下。

## 正史
袁绍死后为袁尚守邯郸，汉献帝建安九年（204年）四月，曹操攻击沮鹄于邯郸，拔之。

## 《三國演義》改寫
《三国演义》中，沮鹄在此战斗中被曹操大将张辽射杀。